# 希亚多广场
希亚多广场（Largo do Chiado）又名双教堂广场（Largo das Duas Igrejas）或洛雷托广场（Praça do Loreto），是葡萄牙里斯本的一个广场，位于市中心的希亚多区，跨显圣容堂区（Encarnação）、殉道堂区（Mártires）和圣体堂区（Sacramento）。在此交汇的街道包括加雷特街（Rua Garrett）、派瓦·德·安德拉街（Rua Paiva de Andrade）、安东尼奥·马里亚·卡多佐街（Rua António Maria Cardoso）、路易斯·德·卡明斯广场（Praça Luís de Camões）和新·达·特林达德街（Rua Nova da Trindade）。
在广场的西端，曾经矗立着圣卡塔琳娜门（Portas de Santa Catarina）的塔楼，建于1373年和1375年之间，18世纪初拆除，现在这里是洛雷托堂（Igreja do Loreto）和显圣容堂（Igreja da Encarnação）。
在广场的东端，自1929年矗立着诗人安东尼奥·里贝罗雕像，该区也因此得名。从1771年到1853年，在同一个地方是洛雷托喷泉（Chafariz do Loreto），水源来自淡水渡槽（Aqueduto das Águas Livres）。喷泉顶部的海神雕像，现在位于圣斯德望广场（Largo de Dona Estefânia）中心的喷泉。